# Ferugliotherium
Ferugliotherium é um género de mamíferos fósseis que remontam do período Campaniano e/ou Maastrichtiano (no Cretáceo superior, há cerca de 70 milhões de anos) da Argentina pertencentes à família Ferugliotheriidae. Este género possui uma única espécie, o Ferugliotherium windhauseni, a qual foi descrita pela primeira vez em 1986. Originalmente considerado como membro da ordem Multituberculata — um grupo extinto de pequenos mamíferos com aparência de roedores, com base num único molar braquiodonte (com uma coroa proporcionalmente mais curta do que a raiz, coroa baixa) — foi posteriormente relacionado com a família Sudamericidae hipsodonte (coroa alta) após a descoberta de novo material nos princípios de 1990. A partir da descrição de uma mandíbula de uma espécie sudamerícida conhecida como Sudamerica em 1999, estes animais (colectivamente conhecidos como Gondwanatheria) deixaram de ser considerados multituberculados, enquanto que alguns fosséis que anteriormente se classificavam como Ferugliotherium foram atribuídos a multituberculados com uma posição não especificada. A partir do ano 2005, uma possível relação entre gondwanatérios e multituberculados terá recebido alguma importância por parte da comunidade científica. Uma espécie muito próxima, o Trapalcotherium, foi descrito em 2009 a partir de um único dente encontrado.
Cerca de vinte dentes e um fragmento de mandíbula foram relacionados ao Ferugliotherium, mas as atribuições de muitos deles tem sido consideradas controversas e foram substituídas. Os incisivos superiores e inferiores são longos e semelhantes aos dos roedores, e têm esmalte apenas num lado da coroa. Um fragmento de uma mandíbula inferior revela que o alvéolo do dente incisivo inferior era muito longo, estendendo-se por debaixo do quarto pré-molar (p4). O p4 encontra-se preservado neste fragmento. Com forma laminada, assemelha-se aos p4s dos multituberculados. No entanto, a determinação deste fóssil como Ferugliotherium é discutível. A identificação de um par de pré-molares isolados adicionais atribuídos ao Ferugliotherium, que se assemelham aos de alguns multituberculados, é também ela incerta. O primeiro molariforme inferior (dentes com a forma de molares; MF1) é conhecido a partir de quatro exemplares, dos quais dois foram identificados originalmente como molares superiores de uma espécie diferente (Vucetichia gracilis), que atualmente é considerada como sinónimo do Ferugliotherium. Possuem duas fileiras longitudinais de três ou quatro cúspides e cristas e sulcos transversais. Um único exemplo de cada um do segundo inferior (mf2) e do primeiro molariforme superior (MF1) evidenciam que estes dentes também possuíam fileiras longitudinais das cúspides e sulcos transversais e cristas, contudo o mf2 apresenta apenas duas ou talvez três cúspides por fila e o MF1 três filas longitudinais.
Apesar de os dentes do Ferugliotherium apresentarem uma coroa muito mais baixa do que a dos sudamerícidos, compartilham um padrão essencialmente similar na superfície oclusal (mastigação) dos mf1 e mf2; nos incisivos que são similares; no movimento para trás da mandíbula durante a mastigação; e no esmalte com pequenos prismas. Estima-se que o Ferugliotherium terá sido um animal pequeno, com uma massa corporal de aproximadamente 70 g (2,5 oz), e pode ter-se alimentado de insetos e materiais vegetais. Os seus restos foram encontrados em duas formações geológicas do sul da Argentina, o qual faz parte de uma fauna de mamíferos que também engloba o sudamerícido Gondwanatherium, uma variedade de dryolestóides e possivelmente o eutriconodonte Austrotriconodon.